# Triaenodes excisus
Triaenodes excisus là một loài Trichoptera trong họ Leptoceridae. Chúng phân bố ở miền Australasia.